# Crematogaster skounensis
Crematogaster skounensis is een mierensoort uit de onderfamilie van de Myrmicinae. De wetenschappelijke naam van de soort is voor het eerst geldig gepubliceerd in 1961 door Soulié.